# Блинкенберг, Кристиан
Кристиан Сёренсен Блинкенберг (дат. Christian Sørensen Blinkenberg; 15 февраля 1863, Рибе, Дания — 25 января 1948, Копенгаген, Дания) — датский классический археолог и музейный работник.

## Биография
Кристиан Блинкенберг был сыном токарного мастера Андреаса Петера Блинкенберга (1837—1923) и Кристин Элизабет Вайс (1840—1906). Он приходился дядей романисту Андреасу Блинкенбергу. С 1880 года изучал классическую филологию и языкознание в Копенгагенском университете. Сдал экзамены на степень магистра по латинскому, греческому и датскому языкам. В 1888 году вместе с Дайнесом Андерсеном опубликовал книгу «Датская фонетика» (Dansk Lydlære). Затем стал изучать классическую археологию.
После экзамена в 1888 году был принят на работу в тогда еще независимый музей «Античное собрание в Копенгагене» (Antikensammlung in Kopenhagen). После слияния с Национальным музеем в 1892 году с 1897 по 1916 год Блинкенберг служил инспектором объединённого Национального музея Дании. Исследовательские поездки 1889—1891 годов привели его в Грецию, Италию и Францию. Результатом этих поездок стал латинский трактат о культе Асклепия, за который он получил золотую медаль Копенгагенского университета. В 1893 году Блинкенберг получил докторскую степень за диссертацию под названием «Асклепий и его родственники в Гиероне Эпидавра» (Asklepios og hans frænder i Hieron ved Epidauros). В диссертации он впервые объяснил значение Эпидавра как места лечения и паломничества и внёс ценный вклад в античную эпиграфику и в понимание самого культа. Более популярно он изложил эту тему в книге «Чудеса Эпидавра» (1917), в которой он также сравнил греческий культ с датскими «чудесами у источника Елены» (Vor Tid, 1917).
6 апреля 1894 года он женился на Эмме Генриетте Юул (1863—1904). В 1899 году Германский археологический институт избрал его своим членом-корреспондентом, но в 1942 году во время Второй мировой войны Блинкенберг отказался от членства в институте.
В период 1902—1905 годов вместе с Карлом Фредериком Кинчем он руководил раскопками в Линдосе на острове Родос, проводимых Фондом Карлсберга, а после смерти Кинча взял на себя публикацию результатов раскопок (2 тома, 1931—1941). Вместе с Кинчем Блинкеберг на акрополе Линдоса обнаружил «Линдскую храмовую хронику» — мраморную стелу, воздвигнутую в 99 году до н. э. с длинной надписью, содержащей перечень даров, поднесённых в храм Афины Линдии. Опубликовал её в 1912 году.
Связанными с раскопками Линдоса был ряд публикаций под общим названием «Lindiaka». Таким образом Блинкенберг открыл поле деятельности, которое заняло большую часть его научной карьеры. Третий том появился посмертно в 1961 году. У подножия античного акрополя Линдоса есть памятная доска в честь Кристиана Блинкенберга и Карла Фредерика Кинча.
Тем не менее, научные интересы Блинкенберга, ставшего в 1913 году членом Датской королевской академии наук, включали не только археологические и эпиграфические исследования, но и работы по филологическим, религиозно-историческим и фольклорным вопросам. В 1923 году он был избран членом-корреспондентом Гёттингенской академии наук.
С 1911 года Блинкенберг читал лекции по классической археологии в Копенгагенском университете. В 1911 году он стал адъюнкт-профессором, а затем, в 1919—1926 годах — профессором Копенгагенского университета. По состоянию здоровья он оставил университет в 1926 году и посвятил себя обработке научных вопросов по археологии Линдоса и Родоса, над которыми он работал до самой смерти. В эти же годы (1924—1931) Блинкенберг вместе с Кнудом Фриисом Йохансеном систематизировал фонды собрания античных ваз (Corpus Vasorum Antiquorum) Национального музея Дании.

## Вклад Блинкенберга в историческую и археологическую науку
Блинкенберг ввёл археологию как самостоятельный учебный предмет в университетский курс. Тем самым создал основания к учреждению в Копенгагенском университете кафедры скандинавской археологии. Свидетельством благодарности его учеников и последователей является праздничная книга, выпущенная по случаю его восьмидесятилетия в виде тома «Acta Archaeologica». Диапазон научных интересов Блинкенберга был необычайно широк: от лингвистических и филологических работ до религиозно-исторических и фольклорных исследований, практической археологии и эпиграфики. Не будучи историком искусства, он внёс вклад в историю античного искусства в «Ежегоднике Художественного музея» за 1917—2020 годы: статья «Книд. Вклад в познание праксителевской Афродиты» (1933), в которой он определил практически все известные к тому времени реплики и копии исчезнувшей статуи Афродиты Книдской. Однако самым большим научным достижением учёного является его работа с находками из Линдоса. После некоторых предварительных отчетов (Vid. Selsk.s Oversigt 1903—1905) последовало сначала французское издание «Хроники храма Линден» (Vid. Selsk.s Oversigt 1912, немецкое издание 1915), а затем серия отдельных трактатов под общим названием «Lindiaca» (I—VI, 1917—1938). Среди них выделяется работа «Образ Афины Линдии» (L 'image d’Athana Lindia) и большое исследование о пряжках или иглах, найденных в Линдосе (Fibules grecques et orientales, 1926). Его особым достижением является расшифровка и интерпретация многочисленных античных надписей, которые из-за многих утрат были почти нечитаемы.

## Основные публикации
- Асклепий и его родственники в Гиероне Эпидавра (Asklepios og hans frænder i Hieron ved Epidauros. Gyldendal), 1893.
- Археологические исследования (Archaeologische Studien), 1904.
- Громовое оружие в религии и фольклоре. Исследование по сравнительной археологии (Tordenvåbenet i kultus og folketro. En komparativ-archaeologisk undersøgelse . Kopenhagen, 1909. Тhe Thunderweapon in religion and folklore. A study in comparative archaeology. Cambridge University Press, Cambridge), 1911.
- Хроника Линдского храма (Die Lindische Tempelchronik), 1915.
- Чудеса Эпидавра (Miraklerne i Epidauros), 1917.
- Греческие и восточные фибулы (Fibules grecques et orientales), 1926.
- С Карлом Фредериком Кинчем: Линдос. Раскопки и исследования (Lindos. Fouilles et recherches), 1902—1914, 1931.
- Книд. Вклад в познание праксителевской Афродиты (Knidia. Beiträge zur Kenntnis der praxitelischen Aphrodite), 1933.
- С Кнудом Фриисом Йохансеном: Собрание античных ваз. Дания. Копенгагенский Национальный музей (Corpus Vasorum Antiquorum. Danemark. Copenhague, Musée national. Collection des antiquités classiques), 1924—1937.